# 碘酸钆
碘酸钆是一种无机化合物，化学式为Gd(IO3)3。它可由金属钆和高碘酸在180 °C反应制得。它在水中的溶解度为0.893±0.002（25 °C，103 mol·dm−3），在水中加入甲醇或乙醇，溶解度会降低。